# Elisha (patriarca)
Elisha (fl. VI secolo) è stato un vescovo cristiano orientale assiro, metropolita di Seleucia-Ctesifonte e patriarca della Chiesa d'Oriente dal 523 al 535 circa.
Prima di morire, Shila aveva scelto come suo successore il genero Elisha (Eliseo), medico alla corte reale. Ma questa scelta non piacque ad una parte dell'episcopato nestoriano, che sostenne invece la candidatura di Narsai, scriba originario del Khūzestān. Sia Elisha che Narsai furono consacrati vescovi e eletti patriarchi, provocando così la nascita di uno scisma che divise la Chiesa d'Oriente per 12 anni. I due patriarchi ordinarono diversi vescovi, dividendo ulteriormente l'episcopato tra i prelati consacrati da Elisha e quelli consacrati da Narsai. Quando nel 535 morì Narsai, Elisha pensò di poter finalmente governare il patriarcato come unico legittimo patriarca; ma i vescovi, non contenti del suo modo di fare, si misero d'accordo per deporlo ed eleggere un nuovo patriarca, Paolo, vescovo di Hormizd Ardashir.
Queste sono le scarne indicazioni riportate dagli storici nestoriani Mari, ʿAmr e Sliba, che non dicono nulla sulle origini di Elisha e nemmeno della sua morte.